# Främmestad
Främmestad est une localité de la commune d'Essunga dans le comté de Västra Götaland en Suède.
Sa population était de 385 habitants en 2019.